# Rebecca Sattin
Rebecca Sattin, född den 29 oktober 1980 i Honiara i Salomonöarna, är en australisk roddare.
Hon tog OS-brons i scullerfyra i samband med de olympiska roddtävlingarna 2004 i Aten.